# Chengxiang (Wuming)
Die Großgemeinde Chengxiang (chinesisch 城厢镇, Pinyin Chéngxiāng Zhèn) liegt im Kreis Wuming der bezirksfreien Stadt Nanning im Autonomen Gebiet Guangxi der Zhuang-Nationalität, Volksrepublik China. Chengxiang ist Hauptort und Sitz der Kreisregierung Wumings. Es liegt im südlichen Zentrum Wumings.
Nachdem am 25. Juni 2005 die Großgemeinde Chengdong (城东镇) aufgelöst und der ursprünglichen Großgemeinde Chengxiang zugeschlagen wurde, hat Chengxiang eine Fläche von 248 km² und ca. 115.000 Einwohner (2005).

## Administrative Gliederung
Auf Dorfebene setzt sich Taiping aus acht Einwohnergemeinschaften und 21 Dörfern zusammen. Diese sind:
- Einwohnergemeinschaft Jianshe (建设社区), Sitz der Gemeinderegierung;
- Einwohnergemeinschaft Jiefang (解放社区);
- Einwohnergemeinschaft Heping (和平社区);
- Einwohnergemeinschaft Lingshui (灵水社区);
- Einwohnergemeinschaft Dutou (渡头社区);
- Einwohnergemeinschaft Biaoying (标营社区);
- Einwohnergemeinschaft Xinxing (新兴社区);
- Einwohnergemeinschaft Hongling (红岭社区);
- Dorf Wuhai (五海村);
- Dorf Lingyuan (灵源村);
- Dorf Dahuanghou (大皇后村);
- Dorf Laipa (濑琶村);
- Dorf Jiulian (九联村);
- Dorf Jiuli (九里村);
- Dorf Liulian (六联村);
- Dorf Gonghe (共和村);
- Dorf Cuiying (萃英村);
- Dorf Xiangquan (香泉村);
- Dorf Lianxing (联兴村);
- Dorf Wenhe (文合村);
- Dorf Daliang (大梁村);
- Dorf Datong (大同村);
- Dorf Heqi (合旗村);
- Dorf Maxiang (马香村);
- Dorf Dengguang (邓广村);
- Dorf Congguang (从广村);
- Dorf Xiahuang (夏黄村);
- Dorf Pingdeng (平等村);
- Dorf Chuanqian (串钱村).

Koordinaten: 23° 9′ N, 108° 16′ O